# Одиночка (фильм, 2013)
«Одино́чка» (фр. En solitaire) — французский фильм, вышедший в прокат 25 августа 2013 года. Режиссёр — Кристоф Оффенштейн.

## Сюжет
Ян Кермадек (Франсуа Клюзе) в последнюю минуту замещает своего друга на гонке яхт-одиночек «Кругосветная Вандея». В ходе гонок, Кермадек, на тот момент — лидер, должен остановиться, чтобы починить сломанный судовой руль. Эта остановка меняет для него весь ход гонок…

## В ролях
- Франсуа Клюзе — Ян Кермандек
- Сами Сегир (Samy Seghir) — Мано Икса
- Виржини Эфира — Мари Древиль
- Гийом Кане — Франк Древиль
- Карин Ванасс — Мэг Эмблинг
- Арли Жовер (Arly Jover) — Анна Брюкнер
- Хосе Коронадо — Хосе Монсон
- Дана Прижен (Dana Prigent) — Леа Кермадек
- Жан-Поль Рув — Денис Хуэль, шкипер «Sushishop»
- Филип Лефебр (Philippe Lefebvre)

## Факты
Съёмка началась в Лорьяне, продолжилась в Кот-де-Люмьер (côte de Lumière) в Вандее, затем переместилась в Брем-сюр-Мер (fr:Brem-sur-Mer) и, наконец, в Ле-Сабль-д’Олон, где стартовали гонки Вандей Глоб 2012—2013. Для съёмок был приобретён антикварный парусник DCNS 1000, принадлежавший яхтсмену Марку Тьерселину (fr:Marc Thiercelin).

## Номинации
- Сезар — лучшая дебютная работа